# Заручені
«Зару́чені» (італ. I promessi sposi) — історичний роман італійського письменника Алессандро Мандзоні, написаний у 1821—1842 роках. Перша версія книги опублікована у 1823 році, остаточний авторський варіант — у 1842-му. Належить до класичних творів італійської літератури доби романтизму, є першим історичним романом, написаним італійською мовою, і найпопулярнішою італійською книгою XIX сторіччя.

## Історія

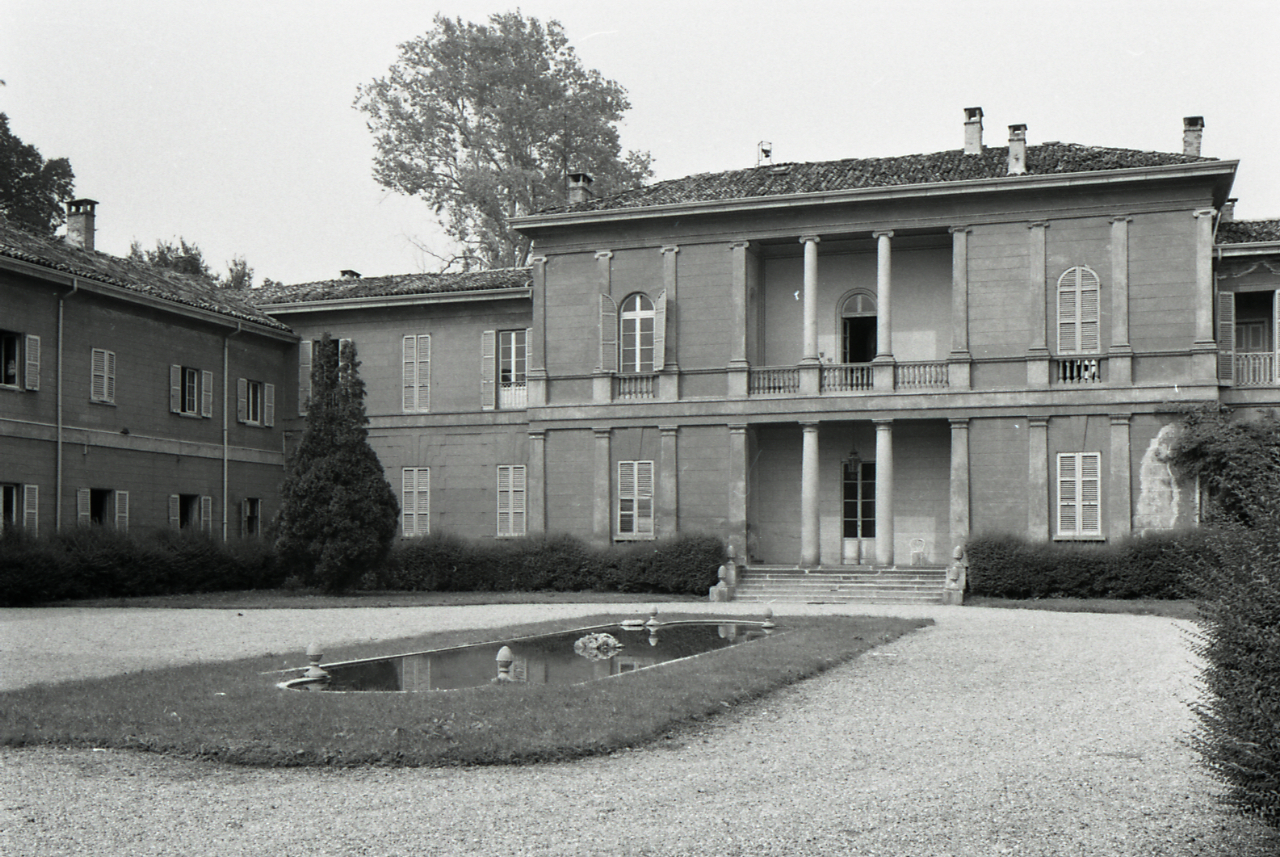
Вілла Мандзоні в Брузульйо, де розпочато роботу над романом.

Життя Алессандро Мандзоні припало на Рісорджименто — добу визвольних змагань італійців за незалежність і єдність своєї держави. Письменник, який був не тільки палким патріотом, а й розповсюджувачем ідей гуманізму, не міг стояти осторонь від трагічних подій в історії своєї батьківщини. Свої погляди на події італійської історії він виклав у драмах «Граф Карманьйола» і «Адельгіз». Попри свою художню значимість обидві були сприйняті досить прохолодно. Тоді Мандзоні задумав написати твір більшого формату.
Роботу над романом письменник розпочав 1821 року в умовах жорсткої іноземної цензури (значна частина тодішньої Італії знаходилась під владою австрійців). За Алессандро Мандзоні, причетному до ліберальних кіл і запідозреному в антиурядовій змові, встановили нагляд. Щоб позбутися стеження, він виїхав з Мілана на свою віллу в Брузульйо, що на березі озера Комо. В цих рідних для нього околицях і побачили світ перші сторінки майбутнього твору. Автор працював із великим натхненням і задоволенням, а для створення правдивого історичного тла для своїх героїв він ретельно досліджував праці таких істориків як Джузеппе Ріпамонті, Лудовіко Антоніо Мураторі, П'єтро Веррі, Мелькіорре Джойа, Алессандро Тадіно. Пізніше у «Заручених» він посилатиметься на твори деяких з них, а окремі історичні документи цитуватиме дослівно.
Таке натхнення принесло свої плоди і в 1823 році роботу над твором було завершено. Першодрук роману побачив світ у цьому ж році під назвою «Fermo e Lucia». Вважають, що фабулу твору і його першу назву Алессандро Мандзоні міг обрати за прикладом творів свого друга Гете, зокрема, його поеми «Герман і Доротея». Друге видання роману вже під назвою «Заручені» («I promessi sposi») надрукували трьома томами у 1825—1827 роках (дехто з дослідників вважає це видання першим). Втім, ця робота автора не вдовольнила, оскільки була написана ломбардійською говіркою літературної італійської мови, переобтяженою пишними зворотами і діалектизмами, тобто мовою, якою тоді взагалі мало хто послуговувався. Тож письменнику спало на думку переписати «Заручених» флорентійським діалектом, оскільки Флоренцію вважали осередком італійської культури взагалі. З цією метою він здійснив подорож річкою Арно, а в самій Флоренції протягом кількох тижнів активно співпрацював з відомими письменниками і мовознавцями. Алессандро Мандзоні також здійснив широкі практичні дослідження, дослухаючись до живої мови простих городян, вишукуючи забуті народні афоризми тощо. На зібраному багатому матеріалі він докорінно переробив роман: змінив фонетичну структуру і застарілі граматичні конструкції, повністю переписав діалоги. Ця остаточна редакція «Заручених» побачила світ у 1840—1842 роках.

## Сюжет
У селі поблизу Лекко збираються одружитися Ренцо Трамальїно і Лючія Монделла, та священник Абондіо, який мав їх обвінчати, отримує загрозливе попередження з боку місцевого феодала дона Родріго. Боязкий церковнослужбовець відразу ж відмовляється від виконання свого обов'язку. Ренцо, Лючія та її мати — Аньєзе — укладають два альтернативних плани: згідно першого вони покладаються на допомогу ченця Крістофоро, згідно другого намагаються обвінчатись за особливою формулою, яка б змусила отця Абондіо визнати їхній шлюб як фактичний. Тим часом дон Родріго спланував викрасти Лючію. За збігом обставин другий план заручених і план дона Родріго одночасно зазнають краху. Тепер молодятам залишається сподіватись лише на падре Крістофоро, адже розлючений невдачею Родріго не відмовляється від переслідувань.
За сприяння ченця Лючія й Аньєзе знаходять прихисток у жіночому монастирі в Монці, де ними опікується монахиня з аристократичним минулим — синьйора Гертруда. Ренцо ж прямує до Мілана, де йому б мали допомогти з роботою брати капуцини. Однак там хлопець потрапляє у вир голодного бунту і через нерозважливість підпадає під підозру як один з головних заколотників. Рятуючись від арешту, Ренцо покидає Міланське герцогство і переховується на території сусідньої держави — Венеційської республіки. До цієї невдачі додається ще одна несподіванка: синьйора Гертруда через особисті обставини дуже далека від засад монастирського життя і тому легко легко спокушається видати Лючію у руки браві (розбійників), підісланих феодалом Безіменним. Це друг дона Родріго із ще кривавішим ніж у того минулим. Однак у палаці Безіменного трапляється чудо: полонянка гарячою молитвою і обітницею Богородиці спричиняється до навернення тирана. Наступного ж дня Безіменний не тільки відпускає Лючію, а й сам стає на шлях каяття і покути.
Лючія, не маючи відомостей про Ренцо, опиняється під опікою міланської дворянки донни Прасседе. Аньєзе залишається у сільських родичів. Тим часом у Мілані події набувають трагічного оберту: місто охоплює спочатку голод, а згодом моровиця. Ренцо, перехворівши чумою, повертається до рідного села, де отримує приблизні відомості щодо місця перебування Лючії й Аньєзе. Він прямує до Мілану на розшуки коханої і знаходить її у лазареті — на щастя, вона вже перехворіла і почувається добре. Тут же працює і падре Крістофоро, який церковною владою звільняє дівчину від даної обітниці довічної цноти. Ще один в'язень лазарету не хто інший як дон Родріго, втім, цей бранець хвороби перебуває у передсмертному стані і згодом конає. Заручені повертаються до рідної домівки, де отець Абондіо, звільнившись зі смертю Родріго від усіх свої страхів, нарешті вінчає молодят.
Ілюстрації до перших видань роману

## Аналіз твору
Роман «Заручені» написаний у стилі романтизму. Серед типових ознак романтичного стилю слід вказати на головних героїв — Ренцо й Лючію — постатей цілком вигаданих і зв'язаних між собою заплутаною історією кохання, що зустрічає багато перешкод. Однак у романі можна побачити також і елементи реалізму. Це не тільки історичне тло, виписане у найдрібніших деталях, але і сама будова сюжету, де головними героями виступають прості селяни. Для італійської літератури того часу, зокрема для романтичних творів це було новинкою, адже зазвичай автори відводили в них перше місце героїчним персонажам: аристократам, лицарям, воєначальникам, особам багатим і знаменитим. Мандзоні ж показав, що головними творцями історії є звичайні люди. Соціальний характер «Заручених» вплинув на формування реалізму в італійській літературі і став основою для появи веризму.
До романтичних елементів твору часто зараховують і його фабулу, побудовану на протистоянні добра й зла. Причому будь-яке зло у романі (навіть пасивне, як от боягузтво отця Абондіо) призводить до тих чи інших форм насильства, а добро у Мандзоні завжди беззбройне і взагалі не героїчне. Однак така побудова сюжету має іншу причину — релігійні погляди письменника, адже він протягом усього життя літературною працею поширював засади християнської моралі. Релігійний вплив можна відстежити у таких епізодах як голодний бунт 1628 року, де автор одночасно вказує на його обумовленість несправедливим суспільним ладом, але засуджує насильницькі дії заколотників; опис навернення Безіменного, який стався без жодної загрози його життю і свободі, виключно за рахунок добровільної жертви невинної дівчини; заклики до прощення, благодійництва, абсолютної чесності, які супроводжують різні епізоди. Разом з тим письменник уникнув клерикалізму, беззастережного піднесення церковних діячів, змалювавши серед них не тільки доброчесних, але і злочинних (отець Абондіо, черниця Гертруда).
Алессандро Мандзоні не був першовідкривачем жанру історичного роману. Своїм попередником і вчителем він вважав Вальтера Скотта, називаючи того «Гомером історичного роману». З цього приводу був складений літературний анекдот про те, що Вальтер Скотт назвав «Зручених» своїм найкращим романом.
В романі «Заручені» окрім основної сюжетної лінії є багато відгалужень (як от оповіді про доктора Крутія, мазальників тощо), кожне з яких являє собою невеличку завершену історію. Чимало з них автор запозичив у ломбардському фольклорі, а окремі були взяті з історичних праць. Зокрема, реальними постатями є падре Крістофоро, Безіменний (прообразом якого став міланський феодал Бернардіно Вісконті), синьйора Гертруда (прототипом для неї послужила дочка міланського графа Маріанна де Лейва). Їхні життєписи подані досить повно і достовірно, за винятком останнього: в біографії «черниці з Монци» письменник випустив окремі деталі і зсунув датування подій. Алессандро Мандзоні детально описав діяння кардинала Федеріко Борромео, чию славу дещо затьмарив його більш відомий кузен Карло Борромео, епізоди з життя Антоніо Феррера, Лодовіко Сеттала. Надзвичайно прискіпливо автор поставився до створення історичного тла: він бездоганно послідовно описує події війни за мантуанську спадщину, голод 1628—1630 років, вторгнення ландскнехтів, принесену ними чуму 1630 року; яскраво змальовує атмосферу міланського лазарету і діяльність монаті. В цих історичних картинах він проводить паралелі із сучасним для нього станом Італії, яка в XIX столітті залишалась такою ж поділеною і слабкою як і в XVII сторіччі.
Така відданість історичній правді та приховані алегорії на чужоземне панування змусили письменника вдатися до застережних заходів, адже роман не міг бути виданий без ретельної цензури. Саме тому у короткій передмові Алессандро Мандзоні подає його як перепис рукопису начебто невідомого автора, а в самому тексті уникає посилань на окремі топоніми й аристократичні прізвища, щоб не завдати шкоди імені нащадків, які можуть їх носити.
Окремі історичні епізоди дали поштовх Алессандру Мандзоні для подальших творчих досліджень. Наприклад, мазальники, опис яких можна віднайти в прикінцевих главах, де змальована епідемія чуми, стали героями «Історії ганебного стовпа» (1840). У цій праці письменник не тільки докладніше висвітлив діяльність цих вигаданих злочинців, але й подав описи реальних розправ над ними, засудивши забобонність.
Здійснена автором робота з переписування цілого роману мала велике значення для розвитку сучасної італійської мови, а також стала певною соціальною революцією, оскільки до того часу літературною італійською користувались здебільшого в аристократичних колах. Ця мова Данте сильно відрізнялась від живої мови простого люду. Алессандро Мандзоні вдалося прокласти місток між цими мовними середовищами: зберігши багатство літературної італійської, він одночасно збагатив її простонародними словами. Джованні Джентіле підніс роман «Заручені» до рівня «національної книги», поставивши його в один ряд із таким шедевром італійської літератури як «Божественна комедія».
Місця дії «Заручених»

## Визнання
«Заручені» стали першим історичним романом, написаним італійською. З цих причин твір набув популярності як в академічних колах, так і серед масового читача. Постать отця Абондіо стала символічною в італійській літературі, а деякі цитати з роману перетворились на крилаті вислови (наприклад, Error, conditio, votum, cognatio, crimen). Ще за життя Мандзоні про роман схвально відгукувались Франческо де Санктіс, Джованні Верга, Луїджі Капуана і Джованні Пасколі. Стиль і мову автора почали наслідувати. Так, Луїджі Гуальтьєрі роман надихнув на створення «Безіменного», а Антоніо Бальбіани написав за його мотивами низку творів: «Ласко, розбійник з Вальсасіни, або через шістьдесят років після „Заручених“», «Сини Ренцо Трамальїно і Лючії Монделла», «Останній з родини Трамальїно».
Втім, були і негативні оцінки, наприклад, Джозуе Кардуччі критикував мову роману. Алессандро Мандзоні також часто звинувачували у надмірній романтичній патетиці. У 1929 році Гвідо да Верона написав пародію на «Заручених», замінивши патетичні сцени уривками з еротичним або політичним змістом (зокрема, сатирою на фашизм).
Аналізу найвидатнішого твору Алессандро Мандзоні присвячено чимало літературознавчих досліджень, наприклад, про «Заручених» згадував у своєму історичному есе «Примітки на полях „Імені рози“» Умберто Еко. Роман вважають найвищим творчим досягненням письменника, в італійських школах він входить до обов'язкової програми з вивчення літератури.
«Заручені» неодноразово перевидавались італійською та іншими мовами. Український переклад роману виконав Петро Соколовський, українською твір вперше надрукували у видавництві «Дніпро» 1985 року. Відомо п'ять кінематографічних і чотири телевізійних екранізації роману, за його мотивами створено декілька опер і дві пьєси.